# Route 37 (Oman)
Die Route 37 oder R37 ist eine Fernstraße im Sultanat Oman. Die Fernstraße führt von der Provinzhauptstadt Haima bis in die Kleinstadt Duqm am Persischen Golf.